# L'Anunciació (Retaules d'Illescas)
L'Anunciació és una obra d'El Greco, realitzada a l'oli sobre tela entre el 1603 i el 1605, durant el seu últim període toledà. Es conserva a la sagristia de l'església de l'Hospital de la Caritat d'Illescas.
El Greco, per mitjà del seu fill, va aconseguir l'any 1603 un contracte per realitzar quatre quadres per la Capella major de l'Hospital de la Caritat de Illescas (Toledo). Els quadres corresponen al període tardà del pintor i encara que no poden ser contemplats a la Capella major per a la que van ser dissenyats es troben a l'Hospital d'Illescas.

## Temàtica de l'obra
El tema de l'Anunciació és un dels més populars en el corpus pictòric d'El Greco. Segons Harold Wethey, El Greco va pintar-lo com a mínim dotze vegades (tres en el período italià) amb més o menys participació del seu obrador. L'episodi està descrit a［Lc 1:26-38］

## Anàlisi de l'obra
Signat amb petites lletres cursives gregues de color marró, al peu del reclinatori: doménikos theotokópoulos e`poíei.
Oli sobre llenç; 128 cm de diàmetre; documentat entre 1603 i 1605.
Aquest llenç és una simplificació del que va realitzar anys abans per al retaule de Doña María de Aragón. Sobre un fons neutre col·loca les dues figures principals de l'escena, Arcàngel Gabriel al costat esquerre, adaptant-se a la curvatura del llenç i la Verge Maria a la dreta, sorpresa mentre pregava. Com a eix de la composició es troba el faristol i el colom de l'Esperit Sant que baixa amb tota la seva glòria i es converteix en focus il·luminador de l'escena. En aquesta peculiar composició es veu una diagonal marcada pels ulls dels protagonistes i el colom simbòlic.
Les figures allargades i les afilades faccions de la Verge són típiques de la darrera etapa del mestre cretenc i del seu obrador. L'àngel porta un mantell verd sobre una túnica rosa clar, i la Verge una capa blava sobre una túnica rosa.